# Байша-Шиаду (станция метро)
«Ба́йша-Шиа́ду», также «Ба́йша/Шиа́ду» (порт. Baixa-Chiado, Baixa/Chiado) — станция Лиссабонского метрополитена. Находится в центральной части города. Является кросс-платформенной пересадочной станций между Синей линией (Линией Чайки) и Зелёной линией (Линией Каравеллы). На Синей линии находится между станциями «Рестаурадориш» и «Террейру-ду-Пасу». На Зелёной линии находится между станциями «Кайш-ду-Содре» и «Росиу». Платформы Зелёной линии были открыты 25 апреля 1998 года, а Синей линии — спустя несколько месяцев, 8 августа 1998 года. Название станции состоит из двух частей и связано с расположением на границе районов Байша и Шиаду. Является самой глубокой станцией Лиссабонского метрополитена (45 метров).

## История
Станция была построена в связи с необходимостью связать Синюю и Зелёную линии, а также продлить Синюю линию к железнодорожному вокзалу Санта-Аполония. Было решено построить единый подземный вестибюль для обеих линий, таким образом станция стала первой кросс-платформенной станцией Лиссабона.
В сентябре 2011 года в рамках четырёхлетнего сотрудничества между Лиссабонским метрополитеном и Portugal Telecom станция была переименована в Baixa-Chiado PT Bluestation. Было установлено синее освещение вестибюля, станция была обеспечена бесплатным доступом в Интернет. Городской совет Лиссабона подверг критике это сотрудничество. Финансовая сторона контракта не разглашается.

## Галерея

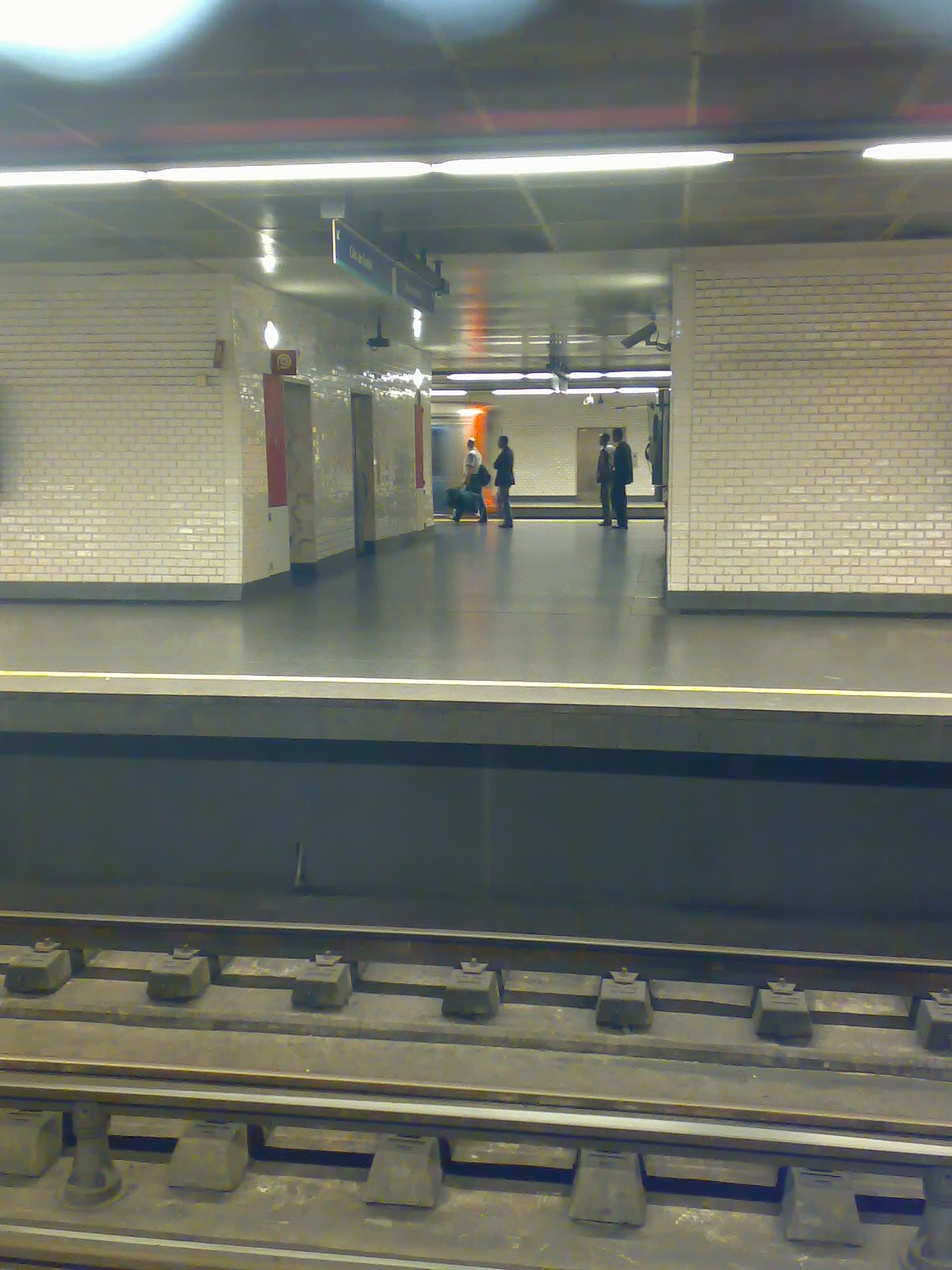
Платформа между двумя линиями
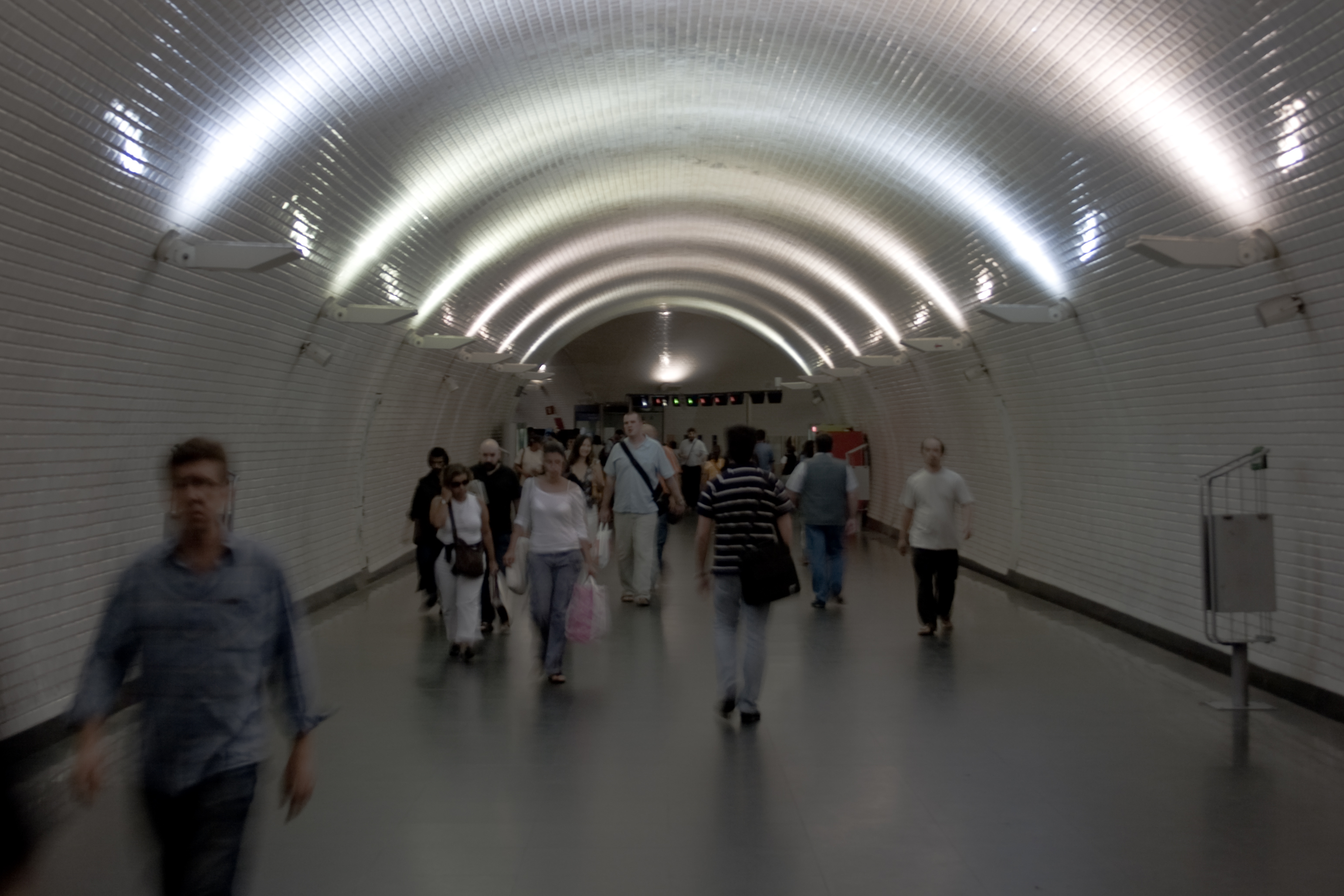
Проход к вестибюлю
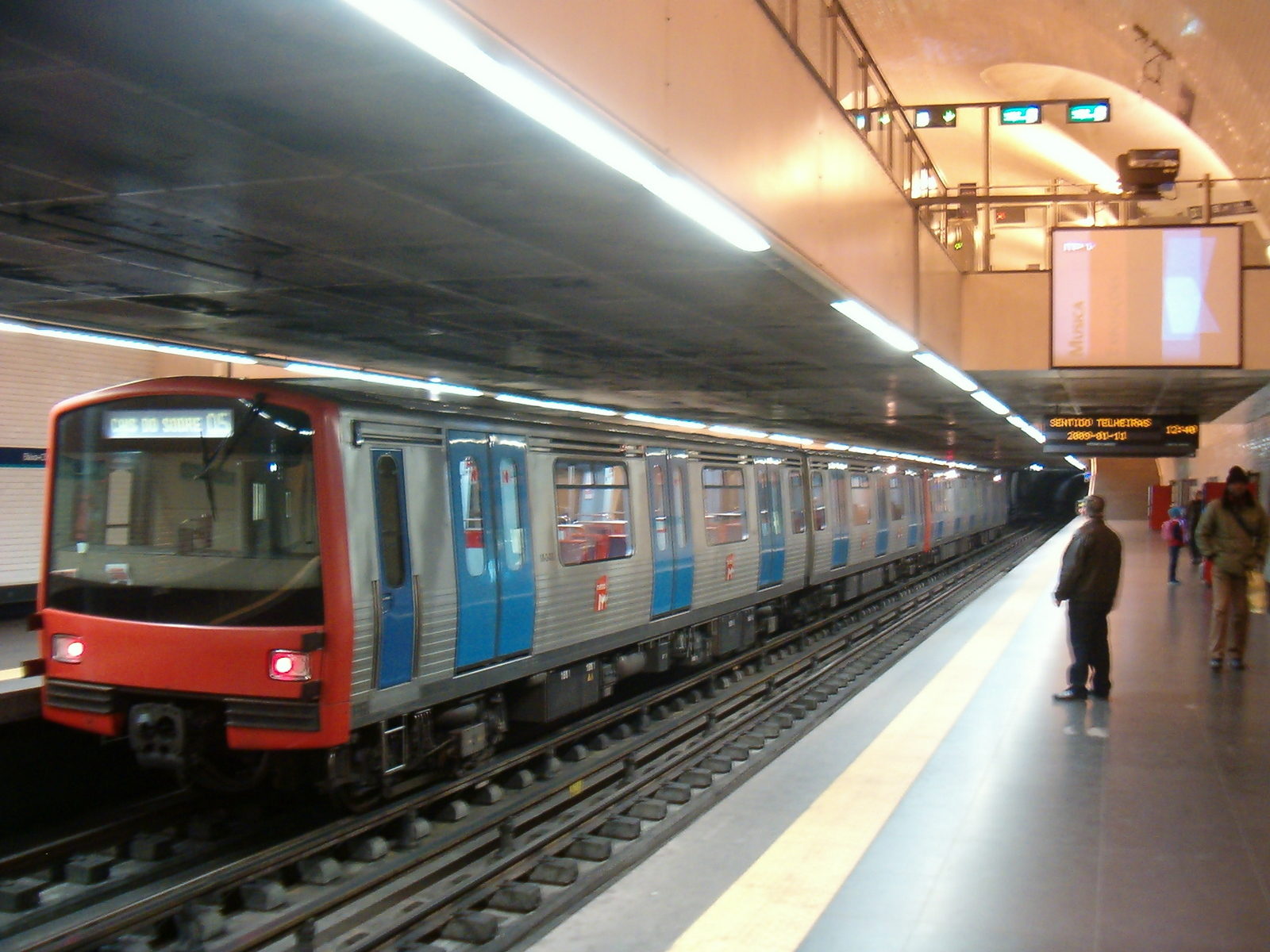
Платформа Зелёной линии
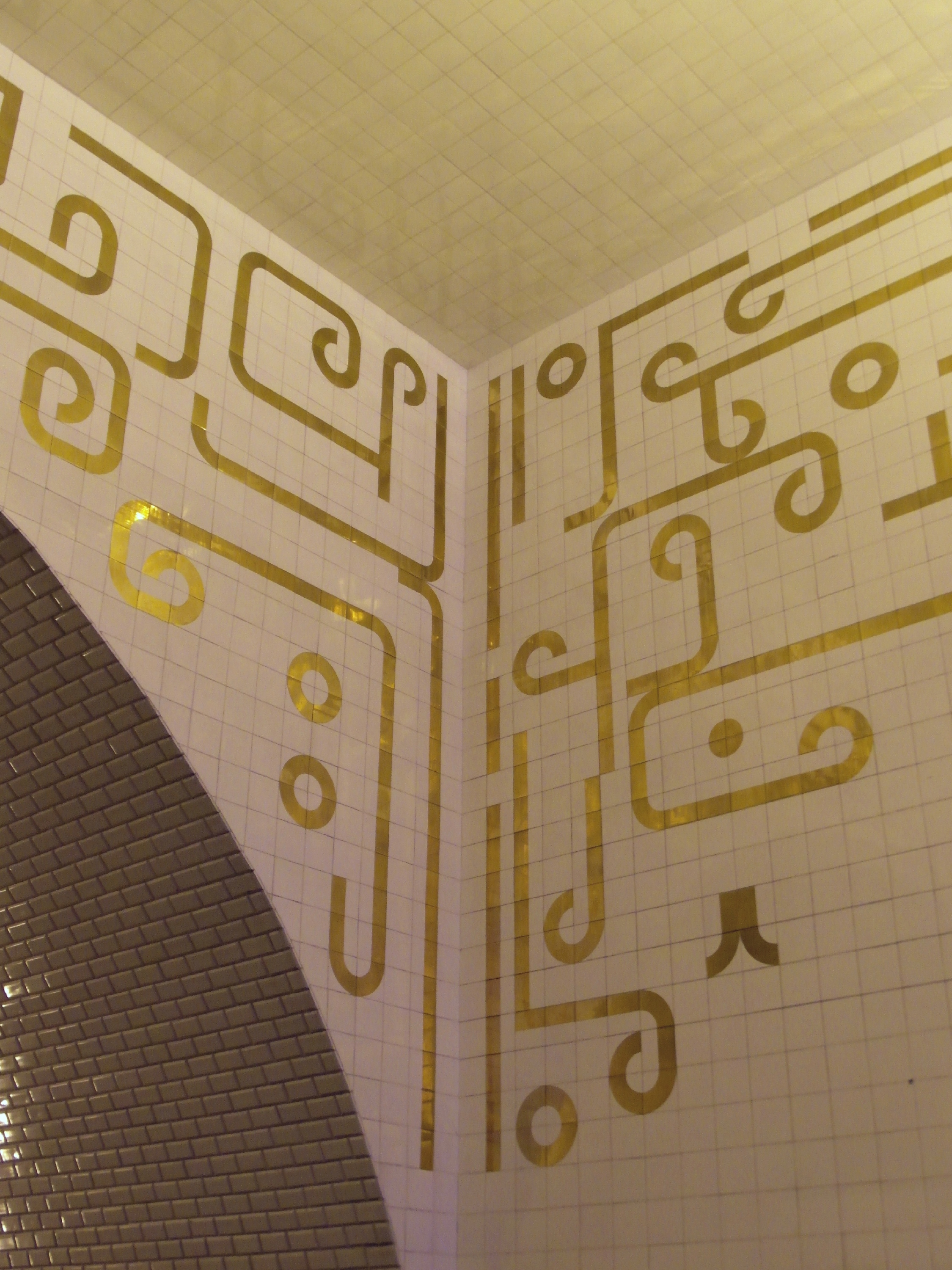
Декорация стен
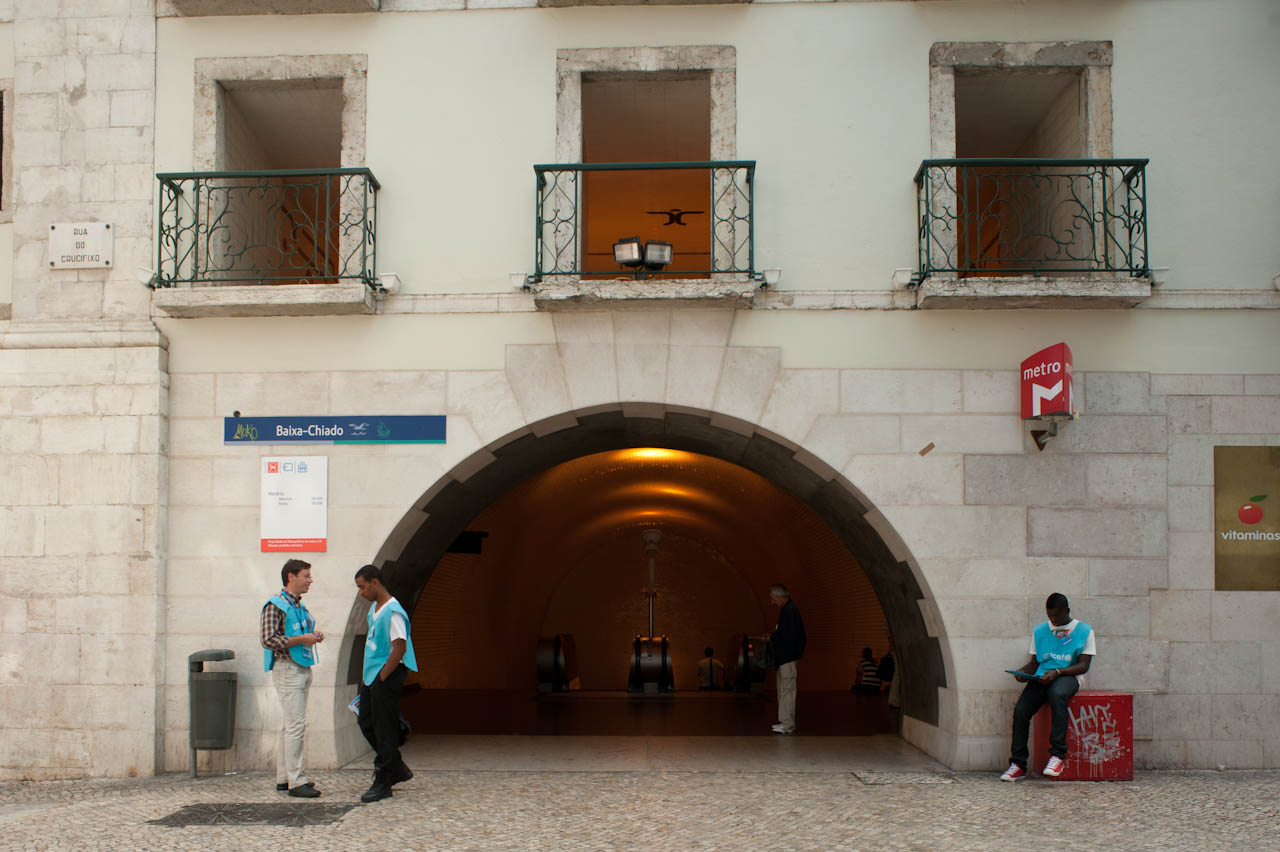
Вход в метро